# 艾山江·艾合买提
艾山江·艾合买提（1965年6月—），男，维吾尔族，新疆巴楚人，中华人民共和国政治人物。现任新疆维吾尔自治区政协副主席，新疆维吾尔自治区交通运输厅党委副书记、厅长。